# Добавленная стоимость
Доба́вленная сто́имость — рыночная стоимость продукции, произведённой фирмой, за вычетом понесённых затрат вне фирмы (стоимости приобретённых у поставщиков сырья, материалов, услуг).

## Экономический смысл
Добавленная стоимость измеряет стоимость, созданную на данном предприятии. Она включает до выплаты налогов оплату труда, амортизацию и прибыль. Некоторые виды налогов и стоимость некоторых товаров национальное законодательство может не относить к базе расчёта НДС (например, акциз, медикаменты). Это меняет механизм расчёта налога на добавленную стоимость, но не меняет экономической сути самой добавленной стоимости.
Не следует путать добавленную стоимость с прибавочной стоимостью в трудовой теории стоимости Карла Маркса. Прибавочная стоимость не включает в себя оплату труда (стоимость рабочей силы) и амортизацию, но включает налоги (то есть состоит из прибыли и налогов). Согласно теории Маркса прибавочная стоимость — это стоимость, создаваемая трудом наёмного рабочего сверх стоимости его рабочей силы и безвозмездно присваиваемая капиталистом.

## Применение

### В налогообложении
Добавленная стоимость используется во многих странах в качестве базы для расчёта и уплаты налога на добавленную стоимость (НДС). По сути, НДС — это инструмент изъятия в бюджет части добавленной стоимости.

#### В России
Современный (май 2020) Налоговый кодекс РФ явно не раскрывает понятия добавленной стоимости, хотя оно и используется в названии налога (НДС). По существу, налог уплачивается с налоговой базы (стоимость проданных за период товаров, работ, услуг с учётом акцизов, но без НДС), уменьшаясь на сумму налоговых вычетов (суммы НДС, уплаченные за этот же период при приобретении товаров, работ, услуг).
При этом в налоговую базу включаются не только операции по коммерческой реализации товаров, работ, услуг, на территории РФ, но также операции:
- по безвозмездной передаче товаров, работ, услуг, имущественных прав на территории РФ;
- по производству и передаче товаров для собственных нужд производителя на территории РФ;
- по выполнению строительно-монтажных работ для собственного потребления производителем;
- по ввозу товаров на территорию РФ.

В налоговую базу не включаются операции, не подлежащие налогообложению:
- некоторые медицинские товары и услуги, социальные услуги;
- услуги архивариусов, ритуальные услуги;
- перевозка населения пассажирским транспортом, почтовые марки;
- предоставление в пользование жилья;
- азартные игры, лотереи;
- ряд других операций.

### В системе национальных счетов
В системе национальных счетов (СНС) добавленная стоимость играет исключительно важную роль, потому что сумма добавленной стоимости всех резидентов с добавлением налогов на продукты и за вычетом субсидий на продукты представляет собой валовой внутренний продукт (ВВП). В СНС выделяется два вида добавленной стоимости:
1. Валовая добавленная стоимость — разность между выпуском товаров и услуг и промежуточным потреблением;
2. Чистая добавленная стоимость — валовая добавленная стоимость минус потребление основного капитала (амортизация).

При расчёте ВВП используется валовая добавленная стоимость.
Выпуск товаров и услуг оценивается как сумма, подлежащая получению производителем от покупателя за вычетом налогов, подлежащих уплате, и увеличенная на сумму субсидий, подлежащих выплате производителям как следствие их производства или продажи. Выпуск товаров и услуг, произведённых для собственного использования предприятием-изготовителем, принимается равным сумме затрат на производство, то есть сумме следующих компонентов:
- промежуточное потребление;
- оплата труда;
- потребление основного капитала;
- чистый доход на основной капитал;
- другие налоги на производство за вычетом других субсидий на производство.

Промежуточное потребление состоит из стоимости товаров и услуг, которые трансформируются или полностью потребляются в процессе производства в отчётном периоде. Потребление стоимости основных фондов не входит в состав промежуточного потребления.

## Пример расчёта
Рассмотрим вычисление добавленной стоимости на примере. Машиностроительный завод в течение года:
- закупил у металлургического предприятия металлопрокат на сумму 1,5 млрд.руб.;
- автомобильные шины у завода резиновых изделий на сумму 0,6 млрд.руб.;
- другие детали для сборки автомобиля у разных поставщиков на сумму 1,2 млрд.руб.;
- расходы на оплату труда рабочих 1 млрд.руб.;
- на обновление основных производственных средств направлено 0,3 млрд.руб.
- изготовил и продал 200 тракторов по 30 млн.руб. каждый, получив от этой деятельности прибыль в размере 1,4 млрд.руб.

Задача: определить размер добавленной стоимости предприятия за отчётный год.
Решение:
Добавленная стоимость равна разнице между выручкой от продаж и стоимостью сырья и материалов (промежуточной продукции), приобретённой у поставщиков.
- Определим выручку завода:

{\displaystyle TR=P*Q=0.03*200=6} млрд.руб.
- Посчитаем добавленную стоимость:

{\displaystyle AV=6-1.5-0.6-1.2=2.7} млрд.руб.

### Книги
1. ↑  
Макконнелл К. Р., Брю С. Л. Часть 2 глава 6 раздел «Валовой внутренний продукт» // Экономикс: принципы, проблемы и политика = Economics: Principles, Problems, and Policies. — пер. 17-го англ. изд. — М.: ИНФРА-М, 2009. — С. 123—125. — 916 с. — 8000 экз. — ISBN 978-5-16-003470-6, ББК 65.5я73.
2. 1 2  Глава 6 раздел D «Добавленная стоимость и ВВП» // Система национальных счетов 2008 = System of National Accounts 2008 / под. ред. Ю. Н. Иванова. — Нью-Йорк: Европейская комиссия, МВФ, ОЭСР, ООН, Всемирный банк, 2012. — С. 115—117. — 827 с. — ISBN 978-92-1-461028-1. Архивировано 5 января 2022 года.
3. ↑  Маркс К., Энгельс Ф. Глава 50 «Видимость, создаваемая конкуренцией» // Капитал. Критика политической экономии = Das Kapital. Kritik der politischen Ökonomie / под ред. Ф. Энгельса. — 2-е изд. — М.: Гос. изд-во политической литературы, 1962. — Т. 3, ч.2. — С. 422—448. — 551 с. — (К. Маркс и Ф. Энгельс. Сочинения). — 119 000 экз. Архивировано 30 апреля 2020 года.
4. ↑  Маркс К., Энгельс Ф. Глава 23, раздел 1 // Капитал. Критика политической экономии = Das Kapital. Kritik der politischen Ökonomie / под ред. Ф. Энгельса. — 2-е изд. — М.: Гос. изд-во политической литературы, 1959. — Т. 1. — С. 626—635. — 907 с. — (К. Маркс и Ф. Энгельс. Сочинения). — 135 000 экз. Архивировано 17 мая 2020 года.
5. ↑  Данченко М. А. Глава 4 раздел 4.1 «Налог на добавленную стоимость» // Налогообложение. Электронное учебное пособие. — Томск: ТГУ, 2012. Архивировано 19 октября 2019 года.
Архивированная копия. Дата обращения: 5 мая 2020. Архивировано 19 октября 2019 года.
6. ↑  Глава 6 раздел E «Измерение выпуска» // Система национальных счетов 2008 = System of National Accounts 2008 / под. ред. Ю. Н. Иванова. — Нью-Йорк: Европейская комиссия, МВФ, ОЭСР, ООН, Всемирный банк, 2012. — С. 117—124. — 827 с. — ISBN 978-92-1-461028-1. Архивировано 5 января 2022 года.
7. ↑  Матвеева Т. Ю. Практикум к разделу 2.5 «Понятие ВВП», задача Б10 // Введение в макроэкономику. Учебное пособие / под ред. Е. Н. Ростиславской. — 6-е изд. — М.: Изд. дом ГУ ВШЭ, 2008. — С. 75—83. — 511 с. — 3000 экз. — ISBN 9785759806110. Архивировано 17 сентября 2021 года.

### Статьи
1. ↑  Фомина О. А. Налогообложение добавленной стоимости // Налоговый вестник : журнал. — 1998. — № 1. — С. 30—34. Архивировано 5 мая 2020 года.
2. ↑  Налоговая база НДС // Главная книга : журнал. — 2018. — 17 декабря. Архивировано 8 мая 2020 года.
3. ↑  Григорьева Е. Операции, не подлежащие налогообложению НДС: виды и особенности // НАЛОГ-НАЛОГ.РУ : сайт. — 2020. — 22 января. Архивировано 8 мая 2020 года.
4. ↑  Национальные счета России в 1989-1996 годах // Российский статистический ежегодник : Статистический сборник. — М.: Госкомстат России, 1997. — С. 14. — ISBN 5-89476-010-0, ББК 65.051.9(2Р). Архивировано 5 мая 2020 года.